# Ислам в Крыму

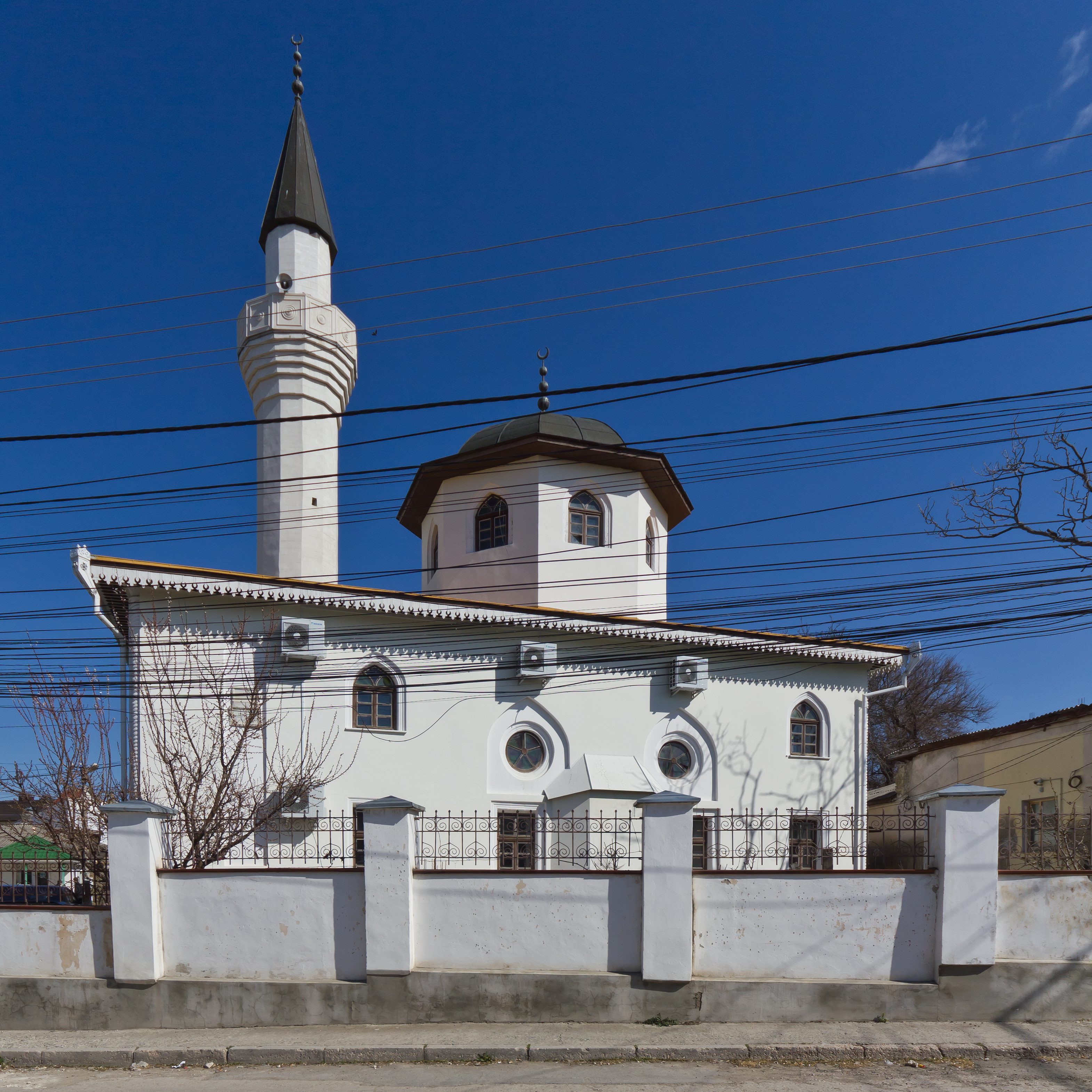
Кебир-Джами в Симферополе — главная пятничная мечеть Крыма

Ислам — одна из традиционных религий на территории Крыма.
Первые очаги последователей ислама появились в тогда ещё христианском (преимущественно православном) Крыму в XI—XII веках. Массовая исламизация Крыма началась в первой половине XIII века после вхождения северной части полуострова в состав Золотой Орды. В Крымском ханстве (сер. XV — к. XVIII вв.) ислам являлся государственной религией, а Крым стал очагом распространения исламской цивилизации в Северном Причерноморье.
После вхождения полуострова в состав Российской империи (1783) эпоха безраздельного доминирования ислама в Крыму подошла к концу в связи с демографическими изменениями и сложными миграционными процессами. В результате депортации крымских татар (1944) ислам на территории Крыма на некоторое время превратился фактически в мёртвую религию. В конце 1980-х — начале 1990-х годов с возвращением крымских татар ислам на полуострове начал возрождаться как демографически, так и институционально.
В настоящее время ислам исповедует около 15 % жителей полуострова, или около 300 тыс. человек. В большинстве своём это репатриировавшиеся крымские татары и их потомки, а также азербайджанцы, турки, татары, узбеки и представители других диаспор традиционно мусульманских народов.

## Хронология

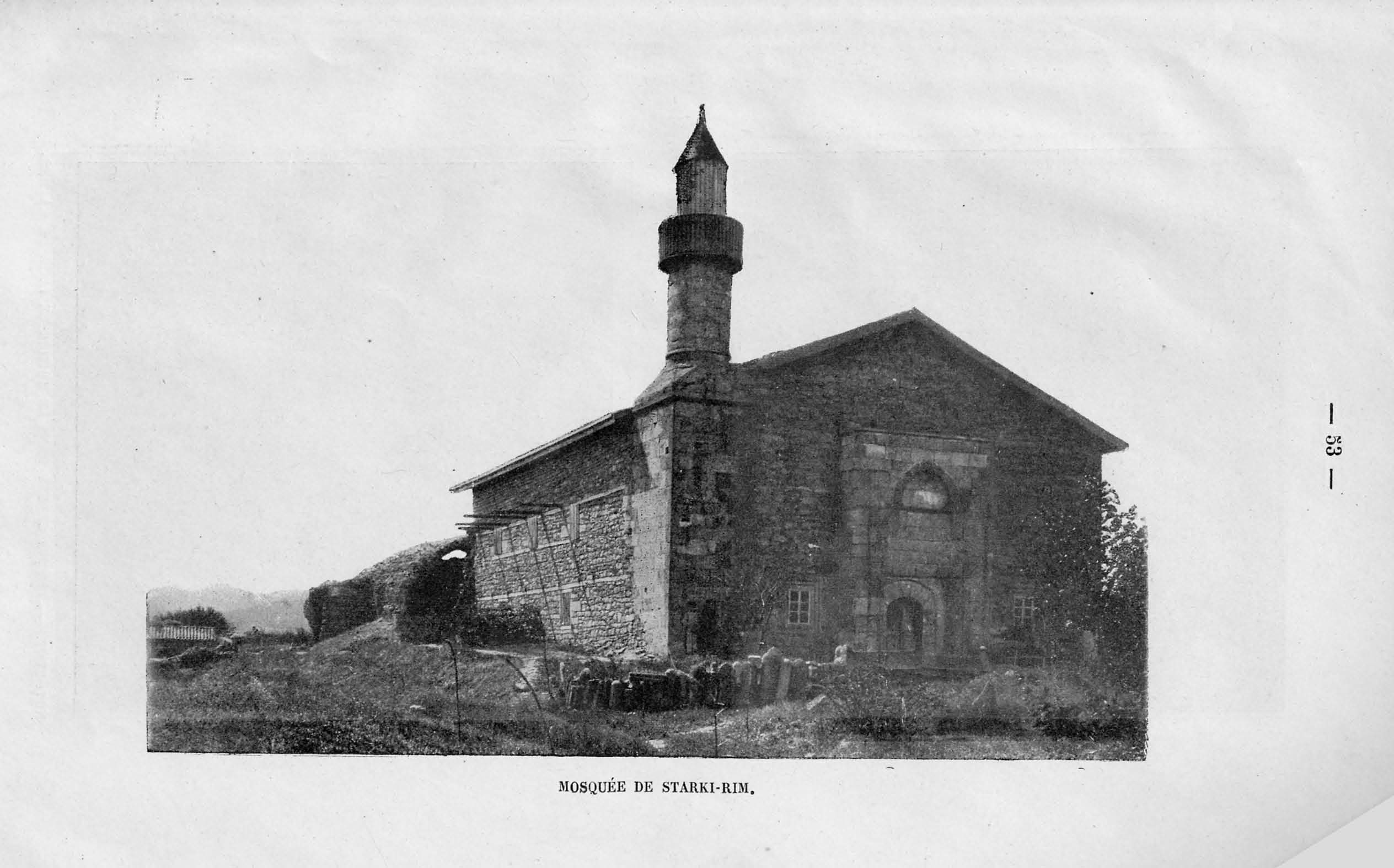
Мечеть Узбек-Хана в Старом Крыму

### Зарождение
В преданиях крымских татар повествуется о двух посланниках Мухаммеда по имени Малик Аштер и Гази Мансур, которые прибыли в Крым в VII веке с целью проповеди ислама. Разумеется, в раннесредневековую эпоху Крым представлял собой почти исключительно христианскую территорию, находившуюся под влиянием традиций Восточной Римской империи (Византии), а сам крымскотатарский этнос сложился не ранее XV века. Согласно более правдоподобным историческим источникам, ислам в Крым принесли не арабы, а тюрки из Волжской Булгарии и Хорезма. Первую мечеть в Крыму воздвиг в 1262 году выходец из Бухары — мечеть была построена в г. Солхат (ныне это Старый Крым), но она не сохранилась до наших дней.

### Становление
В целом, период становления ислама в Крыму был сравнительно долгим. Довольно пёстрый этнокультурный состав Крыма в известной степени препятствовал его стремительной исламизации, хотя и не смог остановить её. После падения Константинополя в 1204 году и разорения Руси в 1220-х годах православные традиции крымского населения лишились своих былых внешних опор. В 1230-х годах в степной Крым вторглись монголо-татары, Северный Крым вошёл в состав постепенно исламизирующейся Золотой Орды.
В 20-х годаx XIV столетия хан Узбек сделал ислам государственной религией Золотой Орды. Сразу после этого знакового события в Крыму начинают открываться первые мусульманские учебные заведения — медресе. Самая древняя из них (мечеть и медресе хана Узбека в Солхате), основанная на втором году правления хана, в 1314 году, сохранилась до наших дней. В этот же период в Крыму появился один из первых исламских религиозно-философских текстов на персидском языке — комментарий к «Месневи» Джаляль ад-Дина ар-Руми. Языками Корана в Крыму стали арабский и персидский, хотя эти языки были практически непонятны основной массе крымскотатарского населения.

### Расцвет
Исламизация крымских татар происходила параллельно с формированием самого этноса. В 1470-х годах, после падения католической генуэзской Кафы и православно-арианского Феодоро, религиозная жизнь всех народов Крыма попала под сильное влияние турецкого ислама. Суннизм ханафитского мазхаба получил в Крымском ханстве статус государственной религии, а турецкий султан был объявлен халифом всех мусульман-суннитов. Параллельно в Крыму широкое распространились течения суфизма турецкого и кавказского направлений. После вступления на престол крымского хана Ислам-Гирея II (1584—1588) имя турецкого султана стало произноситься верующими в пятничной молитве перед именем хана. В этот период крымской истории гражданское право и судопроизводство ориентировалось на Коран и шариат, а семейное и наследственное право регулировались ими полностью.
При этом на Южном берегу Крыма ислам начал распространяться довольно поздно — в XVII веке, и здесь долгое время сохранялись поселения с преобладанием христиан (напр., Никита).

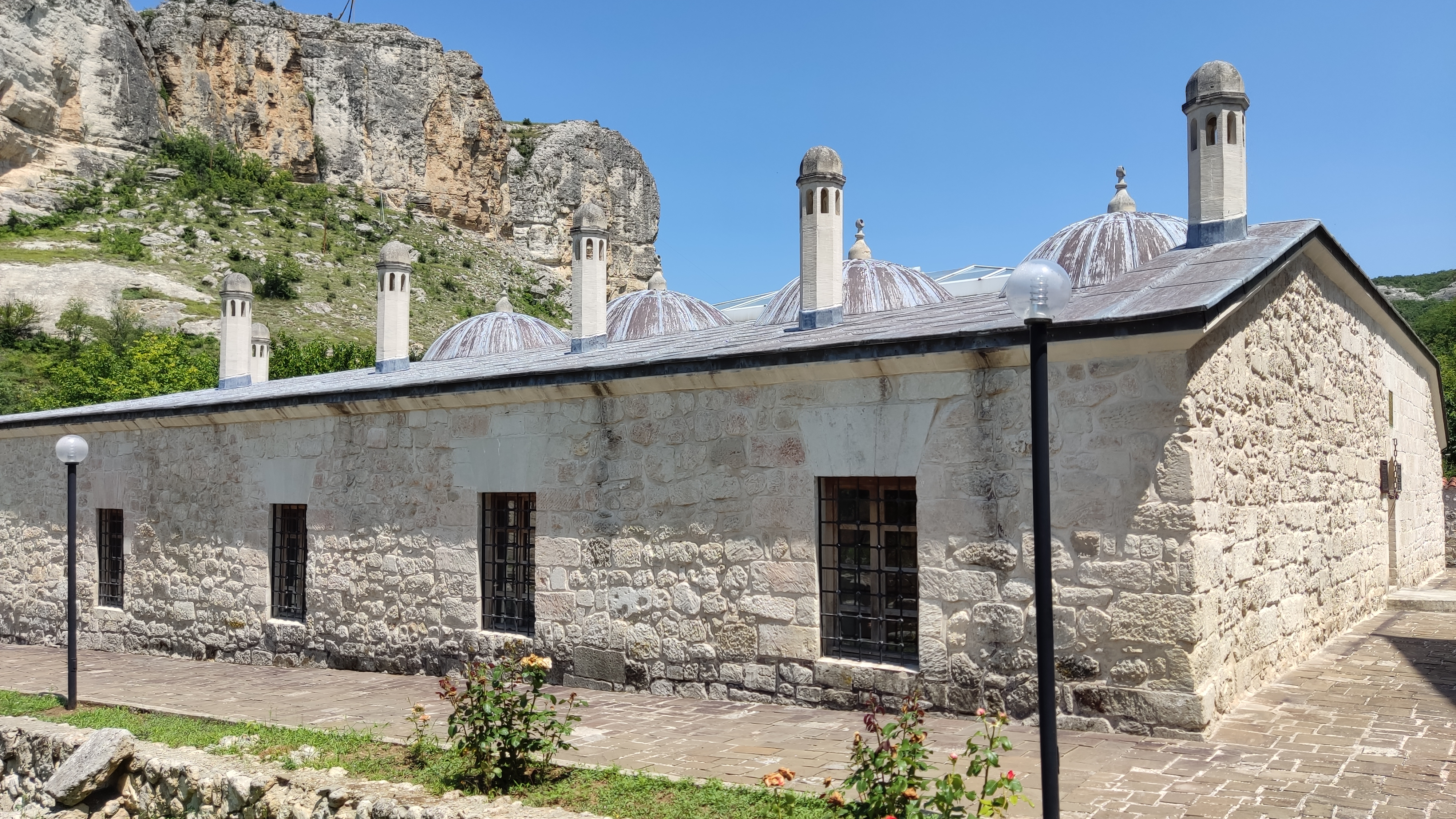
Зинджирли-медресе

В XVII—XVIII вв. крымские шейхи и улемы были широко известны на Северном Кавказе, где они служили проводниками исламизации горских народов. Особенно широко была известна Зинджирли-медресе, возникшая в предместьях Бахчисарая в 1500 г. Мусульманское духовенство стало очень влиятельным. Росту этого влияния способствовали вакуфы, а также различные льготы со стороны крымских ханов и самого турецкого султана. В период расцвета ислама в Крыму практически во всех местных населённых пунктах существовали мечети. В Крымском ханстве сложилась разветвлённая структура мусульманского духовенства, мусульманские духовные лица традиционно входили в систему управления ханства. К 1783 году в Крыму имелось более 1500 мечетей, действовали десятки медресе и текие. Несмотря на формальную свободу вероисповедания, христиане подвергались дискриминации, а греческий язык практически вышел из употребления.
Присоединение Крыма к России практически не повлияло на структуру мусульманского духовенства, однако система мусульманского религиозного устройства Крыма была поставлена под контроль Российской империи. В первые десятилетия российской власти жизнь мусульман Крыма не претерпела практически никаких изменений. Даже наоборот, продолжался рост числа мечетей и влияния крымско-мусульманского духовенства.
Завершение исламизации Крыма произошло в 1778 году уже после его вхождения в состав Российской империи. Как ни странно, инициаторами были сами христианские лидеры. Митрополит Готфейский и Кефайский Игнатий 29 сентября 1771 г. направил письмо Святейшему Синоду, а 8 декабря 1772 г. — Екатерине II с просьбой о выходе из Крыма. Впоследствии его поддержали главы армянской григорианской и католической церквей. С переселением армян и греков в Азовскую губернию заметно поредело население городов Кафа, Бахчисарай, Карасубазар, Гезлев, Ак-Месджид, Эски-Кырым, Балаклава. Полностью или частично обезлюдели 67 горных сел. Христиане, желавшие остаться в Крыму, были вынуждены принять ислам, чтобы не попасть в категорию тех, кто подлежал выселению.
После отвоевания Крыма у Османской империи возникла необходимость организовать мусульманское сообщество полуострова и территорий к северо-западу от него в рамках лояльной Российской империи религиозной структуры. Первоначально по указу Екатерины II муфтият в Крыму предполагалось создать в конце XVIII века одновременно с Оренбургским магометанским духовным собранием, однако реализовал эту инициативу только император Николай I, учредивший Таврическое магометанское духовное правление в 1831 году. Эта организация стала вторым центром исламского сообщества Российской империи. Кроме самого Крыма, муфтият руководил всеми мусульманами российских Польши и Литвы.
Главной причиной создания мусульманских духовных правлений во внутренней России, в Крыму и Закавказье стала насущная потребность вывести проживающих в России мусульман из религиозного подчинения турецких султанов-халифов, а также в целом ограничить на них турецкое влияние.

### Вытеснение
Несмотря на то что внешняя благосклонность в отношении крымских мусульман сохранялась, административный аппарат Российской империи встал на путь постепенного ограничения финансовых потоков, поддерживающих мусульманскую инфраструктуру. Разрушение торговли и ремёсел в Крыму с уходом христиан усилило кризис сельского хозяйства и создало угрозу голода, что привело к массовой эмиграции крымских татар в Турцию. Этому также способствовали притеснения российской администрации и обезземеливание крымскотатарских крестьян.

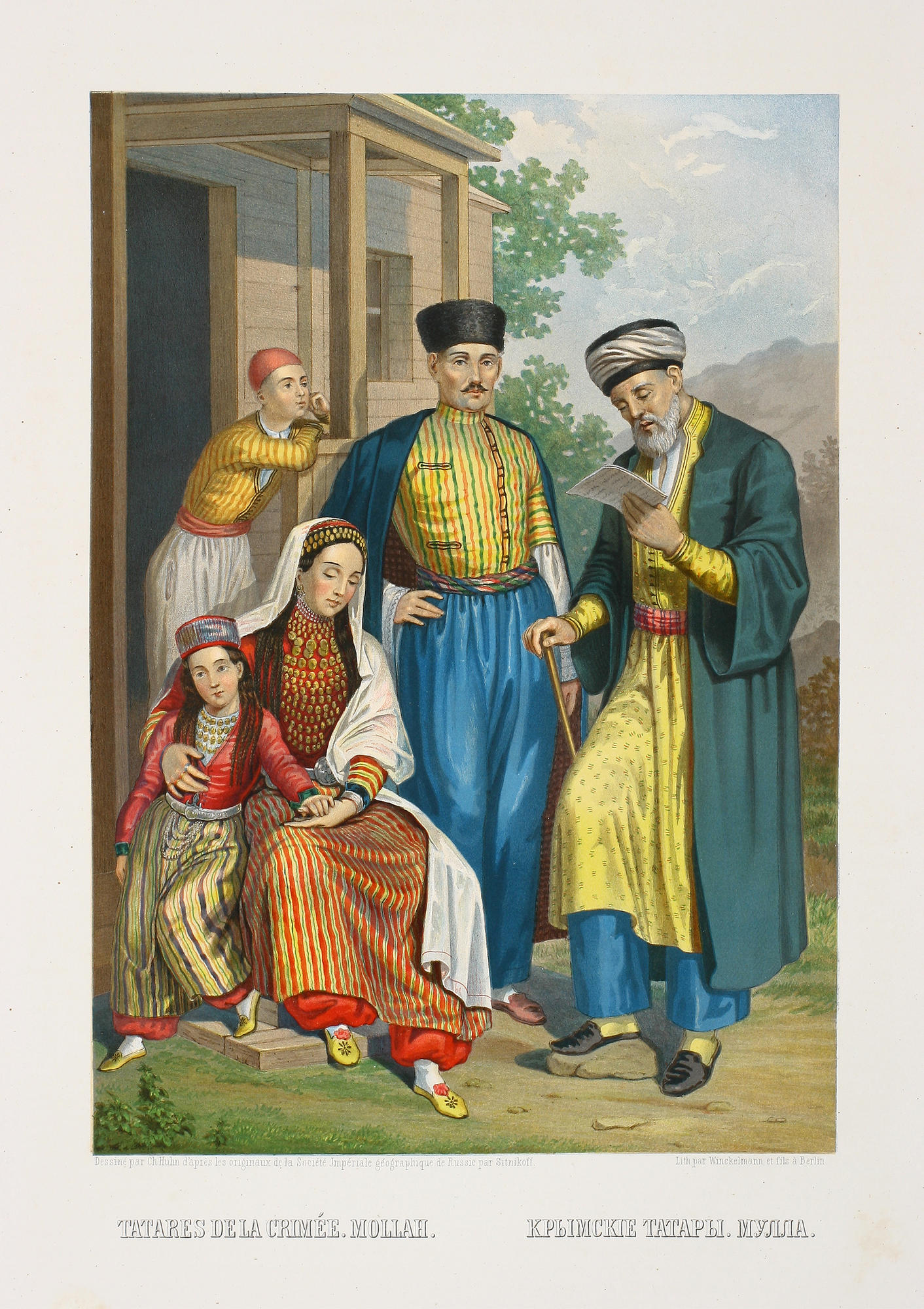
Крымские татары. Мулла (Густав-Теодор Паули. «Этнографическое описание народов России», СПб. 1862)

Две главные волны эмиграции крымских татар пришлись на 1790-е и 1850-е годы. По данным исследователей конца XIX века Ф. Лашкова и К. Германа, население полуостровной части Крымского ханства к 1770-м годам составляло примерно 500 тыс. человек, 92 % которых составляли крымские татары. Первая российская перепись 1793 года зафиксировала в Крыму 127,8 тыс. человек населения, в том числе 87,8 % крымских татар. Таким образом, из Крыма эмигрировала большая часть татар, по разным данным составлявшая до половины населения. После окончания Крымской войны, в 1850—1860-е годы, из Крыма эмигрировало около 200 тыс. крымских татар
Опустение городов и сёл Крыма, в свою очередь, обусловило закрытие многих мечетей, медресе и мектебов. Однако вскоре мусульманское население Крыма начало вновь расти. В 1875—1905 годах количество мечетей уменьшилось с 750 до 704, а численность мусульманского духовенства наоборот возросла с 761 человека до 1051 человека. За этот период численность мусульманского населения Таврической губернии возросла со 102665 человек до 172004 человек, то есть примерно на 70 %. К 1914 году на полуострове действовало уже 729 мечетей, а численность мусульманского духовенства составляла 942 человека.

### Советский период
Тяжёлый удар по мусульманам Крыма нанесло установление советской власти. Политика советского государства в религиозной сфере была направлена на закрытие действующих религиозных организаций, ликвидацию культовых зданий и экспроприацию религиозной собственности и имущества. Кроме того, уже в годы Гражданской войны имело место уничтожение части мусульманского духовенства. В Севастополе 23 февраля 1918 года был убит в ходе волны террора всенародно избранный муфтий Челеби Челебиев.
В Крыму действовала крымско-татарская «Милли фирка» («Национальная партия»). После восстановления советской власти в Крыму в ноябре 1920 года эта партия почти сразу попыталась легализоваться. 25 ноября 1920 года члены Центрального комитета «Милли Фирка» обратились в Крымревком с запиской, в которой признавали Советскую Россию «первым и естественным другом и союзником угнетённого мусульманства», оговаривая, что «быт, особенности и традиции мусульман» несовместимы с «диктатурой пролетариата». В этой записке партия предлагала советской власти следующее:
- Легализовать «Милли Фирка»;
- Передать в ведение «Милли Фирка» крымскотатарские религиозные и просветительские дела, а также вакуфы;
- Разрешить издавать газету «Миллет», выпускать книги, литературные и научные журналы.

Крымревком передал записку «Милли Фирка» в Областной комитет, который 30 ноября 1920 года вынес резолюцию об отказе соглашения с этой партией. Уже в конце 1920 года большевики в Крыму приняли ряд мероприятий по ликвидации оппозиционных групп. 16 декабря 1920 года секретарь партийного комитета Феодосии Островский сообщал, что в городе ликвидированы все мусульманские группы. Было изъята часть имущества мусульман. 6 декабря 1920 года Крымский областной комитет своим приказом передал все мусульманские типографии в ведение РКП(б).
Тем не менее попытки создания мусульманского центра в Крыму продолжались и после 1920 года. Тем более, что советская власть в начале 1920-х годов проводила в отношении ислама более мягкую политику, чем в отношении православия. Крымский революционный комитет дал указание до мая 1922 года не лишать права избирать и быть избранными представителей мусульманского духовенства. Так за период с 1 декабря 1923 года по 1 июля 1924 года в Крыму закрыли 17 православных храмов и всего 1 мечеть (всего в Крыму на 1 июля 1924 года насчитывалось 433 мечети). Таврический муфтият прекратил своё существование. 5 февраля 1923 года на территории Крымской АССР было учреждено Народное управление религиозными делами мусульман Крыма («Къырым мусульманлары халкъ идаре-и шериеси»), аналогичное по своим функциям Таврическому муфтияту, которое просуществовало до 1928 года. Впоследствии мусульманские общины полуострова перешли в юрисдикцию ДУМ Европейской части СССР и Сибири (ДУМЕС).
15 января 1923 года было создано Народное управление религиозными делами мусульман Крыма (НУРДМК) и избран муфтий Ибраим Тарпи.
Мусульманское религиозное образование в Крыму прекратило свое существование к 1927 году.
В 1920-е годы в Крыму шло массовое закрытие мечетей. Здание разрушенной мечети не могло быть пущено верующими на строительный материал для строительства новой мечети. В городе Саки в 1927 году власти запретили верующим использовать строительный материал старой мечети на постройку новой мечети со следующей формулировкой:

…сооружение нового культового здания с использованием строительного материала разрушенного здания, принадлежащего государству, допущено в принципе быть не может
На похожем основании советские власти запретили восстанавливать мечеть в Севастополе, разрушенной в сентябре 1927 года землетрясением. Ремонтные работы, проведённые верующими, признали незаконными и приняли решение, что мечеть «необходимо было считать ликвидированной, с передачей строительного материала Госфонду». В 1928 году в Крыму было 495 мечетей, 546 служителей культа и 7 действующих школ по изучению Корана. В Крыму во второй половине 1920-х годов власти стремились к тому, чтобы верующие оказались к таких условиях, чтобы были вынуждены сами закрыть культовые здания (например, по причине высоких налогов или из-за сложной процедуры перерегистрации). 31 октября 1928 года Президиум ЦИК Крымской АССР принял решение закрыть в Бахчисарае сразу 12 мечетей, причём здания 7 из них снести.
В 1930-е годы был произведён массовый снос мечетей (как и культовых зданий других конфессий) и «надмогильных сооружений».
Антирелигиозная пропаганда была направлена на изъятие из библиотек и уничтожение мусульманской литературы. В результате сталинских репрессий было ликвидировано практически всё мусульманское духовенство.
В 1941—1944 годах Крым находился под немецкой оккупацией. За 2,5 года оккупации в Крыму открылся ряд культовых зданий разных конфессий (кроме иудаизма), в том числе более 50 мечетей. При этом оккупационные власти препятствовали вмешательству духовенства в политику. Так, оккупанты пресекли осенью 1943 года попытку крымских татар избрать муфтия, выяснив, что инициаторы выборов преследовали в том числе политические цели.
В 1944 году с депортацией крымскотатарского народа ислам в Крыму прекратил своё существование: до 1988 года на полустрове не было официально зарегистрированных мусульманских общин.

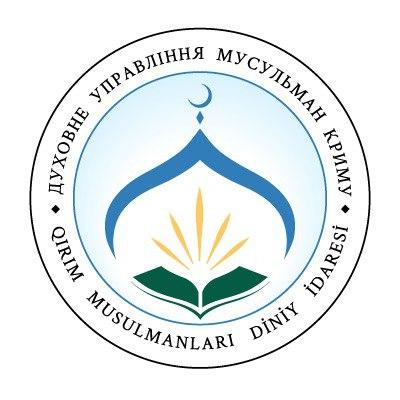
Логотип ДУМКа

### Современность
Возвращение на полуостров крымских татар в конце 1980-х годов привело к возрождению мусульманской общины. К началу массовой репатриации крымских татар в Крыму не имелось ни одной мусульманской общины и ни одной действующей мечети. К 1988 году здесь оставалось менее десятка мусульманских культовых зданий, сохранивших признаки мечетей, некоторые из которых были объявлены памятниками архитектуры и градостроительства. С возвращением на историческую родину, наряду с процессами бытового обустройства, началось строительство мечетей, восстановление исламских учреждений, создание религиозных курсов и духовных школ (медресе). Большую помощь в возрождении ислама оказали мусульманские государства, в первую очередь Турция и страны Арабского Востока.
31 августа 1992 года в Симферополе прошло Всекрымское собрание представителей мусульманских общин, где было принято решение учредить Муфтият мусульман Крыма, вошедший в состав Духовного управления мусульман Крыма (ДУМК) — самоуправляющегося религиозного объединения мусульман Крыма. Муфтием (главой мусульман Крыма) и председателем ДУМК был избран Сеитджелиль-эфенди Ибраимов. За годы его руководства (1991—1995) количество зарегистрированных мусульманских общин превысило полсотни. При содействии зарубежных исламских центров происходило активное строительство новых и возвращение бывших мечетей, открытие мусульманских духовных учебных заведений — медресе и воскресных школ при мечетях.
В 1995 году был избран новый муфтий Нури Мустафаев — активный сторонник участия мусульманской общины Крыма в решении политических задач Национального движения крымских татар. Также была введена новая должность представителя Меджлиса крымскотатарского народа в муфтияте с весьма обширными полномочиями. В результате вся деятельность ДУМК была поставлена под контроль меджлиса. В 1999 году новым муфтием и председателем Духовного управления мусульман Крыма стал член меджлиса хаджи Эмирали Аблаев, который с тех пор неоднократно переизбирался (в последний раз в 2013 году). ДУМК до настоящего времени остаётся наиболее активным и влиятельным исламским объединением на полуострове. Духовное управление мусульман Крыма придерживается ханафитского мазхаба. Именно ханафитское направление является исторически традиционным для крымских татар.
В 2010 году при содействии Духовного управления мусульман Украины (ДУМУ) была зарегистрирована первая официально оппозиционная к крымскому муфтияту организация — Духовный центр мусульман Крыма, объединивший приверженцев так называемого хабашитского течения в исламе. В августе 2014 года на базе Духовного центра мусульман Крыма был воссоздан Таврический муфтият (Центральное духовное управление мусульман — Таврический муфтият), муфтием которого был избран Руслан Саитвалиев. Руководство ЦДУМТМ поспешило установить связи с муфтиями Чеченской Республики и Татарстана, а также с председателем Центрального духовного управления мусульман России верховным муфтием Талгатом Таджуддином, заверяя о намерении бороться с последователями нетрадиционных исламских течений в Крыму. Весной 2015 года, однако, власти Крыма заявили о передаче всех местных мечетей Духовному управлению мусульман Крыма. В частности, крымские власти поддержали ДУМК в его претензиях на управление крупнейшей на полуострове мечетью Хан-Джами в Евпатории, чья община в августе 2014 года ушла в Таврический муфтият. В феврале 2015 года ДУМК получил правоустанавливающие документы для деятельности по российским законам.
Помимо традиционного ислама, с 1990-х годов в Крыму стали набирать силу последователи нетрадиционных течений — ваххабизма (салафиты), «Таблиги Джамаат», «Ихван аль-Муслимун» и «Хизб ут-Тахрир аль-Ислами» (разрешённой на Украине, но запрещённой и преследуемой в Российской Федерации). Представители этих течений находятся в оппозиции к ДУМК. Уже в 2008 году на IV Курултай мусульман не были приглашены представители не только автономных мусульманских общин, но и некоторых мусульманских общин ДУМК.
Как показали социологические исследования 2015 года, крымскотатарская община Крыма декларативно религиозна: подавляющее большинство опрошенных заявили, что они мусульмане (84 %), а муфтий был назван в числе самых авторитетных общественных деятелей. Для большинства крымских татар, однако, характерны в первую очередь внешние проявления религиозности. Уровень религиозного радикализма невысокий, но каждый пятый (20 %) положительно отнёсся к идее проживания в религиозном государстве.
Устойчивые мусульманские объединения от 10 и более человек, сгруппировавшихся вокруг его организационного ядра — имама и его помощников, действуют практически в каждом населённом пункте компактного проживания крымскотатарского населения. Подобных объединений в Крыму на начало 2011 года насчитывалось более шестисот, зарегистрированных мусульманских общин, входящих в ДУМК, — 339, автономных мусульманских общин — 49.